# Le Temps des aveux
Pour plus de détails, voir Fiche technique et Distribution.
Le Temps des aveux est un film dramatique biographique franco-belgo-cambodgien coécrit et réalisé par Régis Wargnier, sorti en 2014. Il s'agit de l'adaptation du roman autobiographique de l'anthropologue français François Bizot.

## Synopsis
L'histoire est basée sur des faits réels. Alors que les Khmers rouges prennent peu à peu le contrôle du Cambodge, François Bizot, un membre de l'École française d'Extrême-Orient continue son travail d'étude des sites archéologiques. Marié à une Cambodgienne avec laquelle il a eu une petite fille, il parle couramment le khmer.
Visitant un temple dans une zone dangereuse, il est arrêté avec deux collaborateurs cambodgiens par un groupe de révolutionnaires khmers rouges dirigé par le jeune commandant surnommé Douch. Accusé d'être un espion américain, il est détenu et interrogé dans des conditions très dures durant quatre mois. Les supérieurs de Douch voudraient se débarrasser de lui sans procès mais Douch semble peu à peu convaincu de son innocence et finit par obtenir sa libération. Ses deux amis restent emprisonnés, il ne devait jamais les revoir.
Bizot se retrouve à l'ambassade de France à Phnom-Penh alors que les Khmers rouges viennent de prendre le contrôle total du pays. L'ambassade doit être évacuée vers la Thaïlande, mais la femme de Bizot, étant khmère, est obligée de rester au Cambodge.
Lorsque le régime Khmer rouge est renversé, Bizot retrouve sa femme et apprend que Douch a été arrêté et emprisonné après avoir tenté de se fondre dans la population. Il était devenu le directeur de la funeste prison et centre de torture S-21 où plus de 20 000 Cambodgiens ont été mis à mort. Douch désire rencontrer le Français qu'il dit être son seul ami et lui demande de témoigner à son procès.

## Fiche technique
- Titre original : Le Temps des aveux
- Titre international : The Gate
- Titre provisoire : Le Portail
- Réalisation : Régis Wargnier
- Scénario : Régis Wargnier et Antoine Audouard, d'après Le Portail de François Bizot
- Décors : Paul Rouschop
- Costumes : Élisabeth Lehuger-Rousseau
- Photographie : Renaud Chassaing
- Son : Antoine Deflandre, Roland Voglaire, Stéphane Rabeau et Franco Piscopo
- Montage : Yann Malcor et Véronique Lange
- Musique : Kong Way
- Production : Jean Cottin, Rithy Panh et Sidonie Dumas ; Laurent Taïeb (coproducteur)
- Sociétés de production : Les Films du Cap et Gaumont : Scope Pictures, Bophana Production, France 3 Cinéma et Fimalac (coproduction)
- Société de distribution : Gaumont Distribution
- Pays de production :  France,  Belgique,  Cambodge
- Langue originale : français, khmer
- Format : couleur - Ratio : 1,85:1
- Genre : drame biographique
- Durée : 95 minutes
- Dates de sortie :
  - États-Unis : 29 août 2014 (Festival du film de Telluride)
  - France : 17 décembre 2014

## Distribution
- Raphaël Personnaz : François Bizot
- Kompheak Phoeung : Douch
- Olivier Gourmet : le consul Marsac
- Thanet Thorn : Neang
- Boren Chhith : Lay
- Rathana Soth : Phuong
- Steve Driesen : Père Vernet
- Dara Heng : Narang
- Kannika Peang : Ta Mok
- Makara Hong : Frère n°1 (Pol Pot)
- Anne Lemaistre : Mademoiselle Barrère
- Georges Bigot : René Bouscasse
- Ann Heng : Soum
- Seavlong Ork : Sophan
- Narith Pil : Miet
- Chet Bunthoen : Ly
- Siev Sot : Livreur de riz
- Sovankiri Thon : Jeune chef Khmer Rouge
- Chanchakrya Samnang : Savannah
- Thoun Inn : Grand-mère de Neang
- Kring Sok : Paysan prisonnier
- Khin Lam : Grand-mère de Phuong
- Lynce Tat : Hélène à 3 et 5 ans
  - Okide Polouet : à 8 ans
  - Lucie Leng : à 25 ans
- Thy Moung : Thep
- Kong Nay : Musicien soliste
- Heak Hing : Bonze
- Chea Sok : Jeune bonze
- Sopheak Sam : Jeune garde
- Sophal Sim : Keth
- Natacha Milosevic : Isabelle Fradin
- Rudy Couet : Jérôme Fradin
- Antoine Bancel : Photographe Chauvel
- Pouch Preab : Officier Khmer Rouge
- Rotha Moeng : Maître Vuthi

## Anachronisme
Lors de la scène de passage à la frontière thaïlandaise, un fanion aux couleurs du Kampuchéa démocratique est visible sur l'une des jeeps des khmers rouges. Or il ne fut adopté que le 5 janvier 1976, soit un peu moins d'un an après l'évacuation de l'ambassade de France. Il est d'ailleurs visible dès l'annonce au consul du prochain départ du personnel par convoi routier.

## Lieux de tournage
C'est la Résidence du gouverneur à Battambang, Cambodge qui illustre l'ambassade de Phnom Penh bien que d'architectures fort différentes.

## Distinctions

### Sélections
- Festival international du film de Toronto 2014 : Sélection « Special presentations »
- Festival international du film de Busan 2014 : Sélection « Open Cinema »